# Hochflossen-Coradion

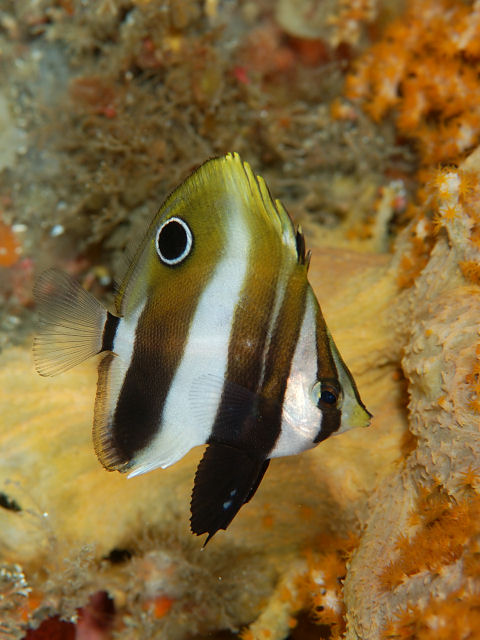
Ein juveniler Hochflossen-Coradion mit dem charakteristischen Augenfleck

Der Hochflossen-Coradion (Coradion altivelis) ist eine Art aus der Familie der Falterfische.

## Merkmale
Der Hochflossen-Coradion erreicht eine maximale Länge von 18 Zentimetern.
Der Fisch hat einen weißen, hochrückigen und seitlich abgeflachten Körper. Dieser wird von fünf dunklen, senkrechten Bändern überzogen, die bis auf ein schwarzes Band am Ansatz der Schwanzflosse dunkelbraun sind. Eines dieser Bänder verläuft über das Auge sowie den langgestreckten, spitz zulaufenden Mund. Die restlichen drei dunkelbraunen Bänder verlaufen über die Körperseiten des Fisches und verfärben sich in Richtung der Rückenflosse gelblich: Das erste dieser Bänder bedeckt den Ansatz der Brustflosse, das zweite Band setzt an das erste an und läuft mit ihm auf Höhe des Bauches zusammen. Das dritte Band ist breiter als die beiden zuvor genannten und verbindet die hinteren Teile der Rücken- und Afterflosse. Sowohl die Rückenflosse als auch die Schwanzflosse sind durchsichtig.
Juvenile Hochflossen-Coradions weisen im oberen Teil der Rückenflosse einen schwarzen Augenfleck mit weißer Umrandung auf. In Kombination mit dem über die Augen verlaufenden Band schützt er die Fische vor Fressfeinden.
- Flossenformel: Dorsale VIII/31–33, Anale III/20–22[1]

## Verbreitung
Das Verbreitungsgebiet des Hochlossen-Coradion erstreckt sich über weite Teile des Indopazifiks: Von der Andamanensee und Südthailand bis zu den Salomon-Inseln und Neukaledonien sowie von Südjapan über das Korallendreieck bis zur australischen Nordwestküste und dem Great Barrier Reef. In Australien kommt der Hochflossen-Coradion vom Dampier-Archipel und der westaustralischen Küste vorgelagerten Riffen über den Golf von Carpentaria und das Great Barrier Reef bis zum nördlichen New South Wales vor.

## Vorkommen und Verhalten
Der Hochflossen-Coradion kommt sowohl an korallenbewachsenen äußeren Riffabhängen, als auch in schlammigen Bereichen in relativ flachem Wasser vor. Der Fisch hält sich in einer Tiefe von 3 bis 30 Metern auf.
Der Hochflossen-Coradion ernährt sich vorwiegend von Schwämmen, aber auch von Algen und kleinen Krustentieren. Die Fische sind getrenntgeschlechtlich und eierlegend, wobei die Befruchtung außerhalb des Körpers stattfindet. Das Ablaichen erfolgt vor der Dämmerung. Zur Fortpflanzungszeit sind Hochflossen-Coradions paarweise anzutreffen. Die Fische sind ziemlich widerstandsfähig, was sich darin widerspiegelt, dass sich ihre Population in weniger als 15 Monaten verdoppelt.

## Gefährdung
Der Hochlossen-Coradion wird gelegentlich für den Aquarienhandel gefangen, was jedoch keine schwerwiegenden Auswirkungen auf die Population zu haben scheint. Die IUCN stuft den Hochflossen-Coradion als nicht gefährdet ein.